# Speroviridae
Speroviridae ist eine vom International Committee on Taxonomy of Viruses (ICTV) im März 2023 neu eingerichtete Familie von Archaeenviren innerhalb der Klasse Caudoviricetes. Sie ist innerhalb dieser Klasse bisher ohne nähere Zuordnung (Stand 29. Februar 2024); mit diesem Stand umfasst die Familie monotypisch nur eine Gattung, Glazvirus, mit einer einzigen Art (Spezies) Glazvirus inraei (Referenzstamm Methanobacterium-Virus C158).

## Entdeckung
Das Genom von Methanobacterium-Virus C158 wurde im Jahr 2022 am Institut national de recherche pour l’agriculture, l’alimentation et l’environnement (INRAE) in Frankreich aus einem Mikrokosmos (englisch microcosm) – d. h. einer mikrobiellen Gemeinschaft inklusive ihrer Viren – sequenziert, der mit Vertretern der Euryarchaeota-Gattung Methanobacterium angereichert war.

## Genom und Morphologie
Das Genom von C158 wurde dort als zirkulärer Contig mit einer Länge von 42.490 bp assembliert. Es enthält 49 offene Leserahmen (open reading frames, ORFs).
Aufgrund des Geninhalts ist es wahrscheinlich, dass das Virus eine siphovirusähnliche Morphologie aufweist; und solche Partikel wurden in den Mikrokosmosproben tatsächlich beobachtet.
C158 zeigte keine größere Ähnlichkeit mit anderen bis dato charakterisierten Viren, weder auf Nukleotid- oder Proteinebene (in der Genomik respektive Proteomik), obwohl es in der ViPTree-Analyse eine weitläufig Klade mit anderen Viren methanogener Archaeen bildet.
Aufgrund dieser Ergebnisse ist eine taxonomische Zuordnung in die Klasse Caudoviricetes der Viren mit Kopf-Schwanz-Aufbau gerechtfertigt.
Die Zugehörigkeit zu den Caudoviricetes und ihre Archaeenwirte klassifizieren die Speroviridae nicht-taxonomisch als arTVs (archaeal tailed viruses).

## Wirt
Der Wirt wurde am INRAE mit Hilfe verschiedener bioinformatischer Tools sowie der Stabilisotopensondierung (stable isotope probing, SIP) bestimmt.
Methanobacterium ist eine Gattung hyperthermophiler Methanbildner der Tiefsee (Euryarchaeota).

## Systematik
Die Systematik der Speroviridae gemäß International Committee on Taxonomy of Viruses (ICTV) – mit Ergänzung nach der GenBank des National Center for Biotechnology Information (NCBI) – ist wie folgt (Stand Mai/Juni 2024):

Familie Speroviridae
- Gattung Glazvirus
  - Spezies Glazvirus inraei, mit
Methanobacterium-Virus C158 (Genomlänge 42.490 bp)[2]

## Etymologie
- Der Name der Familie Speroviridae ist abgeleitet von lateinisch spero ‚Hoffnung‘, ‚ich hoffe‘ und spielt an auf die Farbe der Hoffnung grün, denn grün ist auch die Farbe der F420-Autofluoreszenz der methanogenen Archaeen, die vom Methanobacterium-Virus C158 parasitiert werden; gefolgt vom Suffix ‚-viridae‘ für Virusfamilien.[1][2]

- Der Name der Gattung Glazvirus stammt von bretonisch glaz ‚grün‘, ‚blaugrün‘ und verweist ebenfalls auf die Farbe der Autofluoreszenz.[2]
  - Das Art-Epitheton inraei ist der Genitiv latinisiert von INRAE, der Abkürzung von Institut national de recherche pour l’agriculture, l’alimentation et l’environnement, dem Institut, an dem das Virus C158 als Referenzstamm dieser Art entdeckt wurde.[2]